# Atkinson (Familienname)
Atkinson ist ein ursprünglich patronymisch gebildeter englischer Familienname, abgeleitet von Atkin, einem Kosenamen zu Adam. Als Nebenform ist in Schottland Aitchison anzutreffen.

## Namensträger

### A
- Al Atkinson (* 1943), US-amerikanischer Footballspieler
- Alia Atkinson (* 1988), jamaikanische Schwimmerin
- Amy Atkinson (* 1989), guamische Fußballspielerin und Leichtathletin
- Anthony Atkinson (1944–2017), britischer Ökonom
- Archibald Atkinson (1792–1872), US-amerikanischer Politiker
- Arthur Atkinson (Rugbyspieler) (1906–??), englischer Rugbyspieler
- Arthur Atkinson (Fußballspieler) (1909–1983), englischer Fußballspieler
- Arthur Atkinson (Motorsportler) (1911–??), britischer Speedway-Fahrer
- Ashlie Atkinson (* 1977), US-amerikanische Schauspielerin

### B
- Beverly Hope Atkinson (1935–2001), US-amerikanische Schauspielerin
- Bill Atkinson (Fußballspieler) (William Atkinson; 1944–2013), englischer Fußballspieler
- Bill Atkinson (Programmierer) (1951–2025), US-amerikanischer Programmierer und Fotograf
- Bridget Atkinson (1732–1814), englische Landwirtin und Sammlerin
- Brooks Atkinson (1894–1984), Theaterkritiker der New York Times

### C
- Cam Atkinson (* 1989), US-amerikanischer Eishockeyspieler
- Carlyle Atkinson (1892–1968), britischer Schwimmer
- Caroline Atkinson (* 1952), US-amerikanische Wirtschaftswissenschaftlerin
- Charles Atkinson (1877–1933), englischer Fußballspieler
- Christopher Atkinson (* 1979), australischer Rallyefahrer
- Courtney Atkinson (* 1979), australischer Duathlet und Triathlet

### D
- Dalian Atkinson (1968–2016), englischer Fußballspieler
- David Atkinson (Sänger) (David Anthony Stuart Atkinson; 1921–2012), kanadischer Sänger (Bariton) und Schauspieler
- David Atkinson (Politiker) (David Anthony Atkinson; 1940–2012), britischer Politiker
- David Atkinson (Bischof) (David John Atkinson; * 1943), britischer Geistlicher, Bischof von Thetford
- David Atkinson (Schauspieler), US-amerikanischer Schauspieler
- David Atkinson (Fußballspieler) (* 1993), englischer Fußballspieler
- David W. Atkinson (David William Atkinson; * 1948), kanadischer Kulturwissenschaftler, Historiker und Hochschullehrer
- Diane Atkinson (geboren im 20. Jahrhundert), britische Historikerin der Frauengeschichte
- Dorothy Atkinson (* 1966), britische Schauspielerin
- Dwayne Atkinson (* 2002), jamaikanischer Fußballspieler

### E
- Edmund Atkinson (1831–1901), englischer Physiker und Hochschullehrer
- Edward Atkinson (1881–1929), britischer Antarktisforscher und Marinearzt
- Eugene Atkinson (1927–2016), US-amerikanischer Politiker

### F
- Francis George Atkinson (1874–1902), britischer Verwaltungsbeamter
- Frank Atkinson (Schauspieler) (1893–1963), britischer Schauspieler
- Frank Atkinson (Fußballspieler) (1903–1977), englischer Fußballspieler
- Frank Atkinson (Museumsleiter) (1924–2014), britischer Museumsleiter
- Frank Atkinson (Footballspieler) (* 1943), US-amerikanischer American-Football-Spieler
- Frederick Valentine Atkinson (1916–2002), britischer Mathematiker

### G
- Gemma Atkinson (* 1984), britische Schauspielerin und Model
- Geoffroy Atkinson (1892–1960), US-amerikanischer Romanist
- George Atkinson (Fußballspieler), englischer Fußballspieler
- George Atkinson (Stuntman) (1935–2005), US-amerikanischer Stuntman, Schauspieler und Geschäftsmann
- George Atkinson (Footballspieler) (* 1947), US-amerikanischer American-Football-Spieler
- George Francis Atkinson (1854–1918), US-amerikanischer Botaniker und Pilzkundler
- George H. Atkinson, britischer Motorbootsportler, Olympiateilnehmer 1908
- George W. Atkinson (1845–1925), US-amerikanischer Politiker
- Gus Atkinson (* 1998), englischer Cricketspieler

### H
- Harry Atkinson (1831–1892), zehnter Premierminister Neuseelands

### I
- Isibeal Atkinson (* 2001), irische Fußballspielerin
- Ivan Atkinson, britischer Filmproduzent und Drehbuchautor

### J
- James Atkinson (Erfinder) (1846–1914), britischer Erfinder
- James Atkinson (Theologe) (1914–2011), britischer Theologe
- James Atkinson (Bobfahrer) (1929–2010), US-amerikanischer Bobfahrer
- James B. Atkinson (* 1951), US-amerikanischer Mediziner
- Janelle Atkinson (* 1982), jamaikanische Schwimmerin
- Janette Atkinson, britische Psychologin
- Janice Atkinson (* 1962), britische Politikerin (UK Independence Party), MdEP
- Jayne Atkinson (* 1959), US-amerikanische Schauspielerin
- Jeff Atkinson (* 1963), US-amerikanischer Leichtathlet
- Jevon Atkinson (* 1984), jamaikanischer Schwimmer
- Joanne Atkinson (* 1959), britische Schwimmerin
- John Atkinson, Baron Atkinson (1844–1932), britisch-irischer Jurist und Politiker
- John Atkinson (Leichtathlet) (* 1963), australischer Hochspringer
- John H. Atkinson (* 1942), britischer Bauingenieur
- John William Atkinson (1923–2003), US-amerikanischer Psychologe
- Joseph E. Atkinson (1865–1948), kanadischer Journalist, Chefredakteur der Toronto Star
- Joshua Atkinson (* 2003), thailändischer Leichtathlet
- Juliette Atkinson (1873–1944), US-amerikanische Tennisspielerin

### K
- Kate Atkinson (* 1951), britische Schriftstellerin
- Kathleen Atkinson (1875–1957), US-amerikanische Tennisspielerin
- Kelvin Atkinson (* 1969), US-amerikanischer Politiker
- Ken Atkinson (* 1947), kanadischer Politiker
- Kenny Atkinson (* 1967), US-amerikanischer Basketballtrainer und -spieler
- Kevaughn Atkinson (* 1995), jamaikanischer Fußballspieler

### L
- Leigh Atkinson (* 1958), britischer Schwimmer
- Lily Atkinson (1866–1921), neuseeländische Kampagnenführerin für Abstinenz, Suffragette und Feministin
- Lisle Atkinson (1940–2019), US-amerikanischer Jazzmusiker
- Lorne Atkinson (1921–2010), kanadischer Radrennfahrer
- Louis E. Atkinson (1841–1910), US-amerikanischer Politiker
- Louisa Atkinson (1834–1872), australische Botanikerin und Autorin
- Louise A. Atkinson (1872–1935), US-amerikanische Schauspielerin, siehe Louise Emmons (Schauspielerin)

### M
- Maria Atkinson (1824–1914), neuseeländische Frauenrechtlerin
- Mark Atkinson (* 1970), neuseeländischer Fußballspieler
- Martin Atkinson (* 1971), englischer Fußballschiedsrichter
- Matthew Atkinson (* 1988), US-amerikanischer Schauspieler
- Michael Atkinson (Komponist), australischer Musiker und Komponist
- Michael Atkinson (Politiker) (* 1958), australischer Politiker
- Michael Atkinson (Filmwissenschaftler) (* 1962), US-amerikanischer Autor und Filmkritiker
- Michael Atkinson (Nachrichtendienstmitarbeiter) (* 1964), US-amerikanischer Regierungsbeamter, Generalinspekteur der Geheimdienste

### N
- Nathaniel Atkinson (* 1999), australischer Fußballspieler
- Norman Atkinson (* 1923), britischer Politiker

### P
- Peter Atkinson (Architekt) (1780–1843), britischer Architekt
- Peter Atkinson (Fußballspieler, 1924) (1924–1972), englischer Fußballspieler
- Peter Atkinson (Fußballspieler, 1929) (1929–2000), englischer Fußballspieler
- Peter Atkinson (Politiker) (* 1943), britischer Politiker
- Peter Atkinson (Fußballspieler, 1949) (* 1949), englischer Fußballspieler
- Peter Atkinson (Cricketspieler) (* 1949), britischer Cricketspieler

### R
- Ralph B. Atkinson (1907–1975), US-amerikanischer Filmtechniker und Filmproduzent
- Richard C. Atkinson (* 1929), US-amerikanischer Psychologe und Hochschullehrer
- Richard J. C. Atkinson (1920–1994), britischer Archäologe
- Richard Merrill Atkinson (1894–1947), US-amerikanischer Politiker
- Rick Atkinson (* 1952), US-amerikanischer Journalist und Militärhistoriker
- Robert d’Escourt Atkinson (1898–1982), britischer Astronom, Physiker und Erfinder
- Rodney Atkinson (* 1948), britischer Wirtschaftswissenschaftler, Publizist und Politiker
- Ron Atkinson (* 1939), englischer Fußballspieler und -trainer
- Rosalind Atkinson (1900–1977), neuseeländische Schauspielerin
- Rowan Atkinson (* 1955), britischer Komiker und Schauspieler (Mr. Bean)
- Ruth Atkinson (1918–1997), kanadische Comicautorin und Comiczeichnerin

### S
- Sidney Atkinson (1901–1977), südafrikanischer Hürdenläufer
- Steve Atkinson (1948–2003), kanadischer Eishockeyspieler

### T
- Terry Atkinson (* 1939), britischer Konzeptkünstler
- Thomas Atkinson († 1616), englischer römisch-katholischer Priester
- Thomas Witlam Atkinson (1799–1861), britischer Reiseschriftsteller
- Ti-Grace Atkinson (* 1938), US-amerikanische feministische Philosophin, Aktivistin und Essayistin
- Trevor Atkinson (Fußballspieler, 1928) (1928–2011), englischer Fußballspieler
- Trevor Atkinson (Fußballspieler, 1942) (1942–1992), englischer Fußballspieler

### V
- Vanessa Atkinson (* 1976), niederländische Squashspielerin

### W
- Will Atkinson (Musiker) (1908–2003), britischer Folkmusiker
- Will Atkinson (Fußballspieler) (* 1988), englischer Fußballspieler
- Will Atkinson (DJ) (* 1990), schottischer DJ und Musikproduzent
- William Atkinson (Architekt) (1774/1775–1839), britische Architekt
- William Christopher Atkinson (1902–1992), britischer Romanist, Historiker, Hispanist und Lusitanist
- William Henry Atkinson (1923–2015), kanadischer Marineflieger
- William Stephen Atkinson (1820–1876), britischer Lepidopterologe
- William Walker Atkinson (1862–1932), US-amerikanischer Okkultist
- William Yates Atkinson (1854–1899), US-amerikanischer Politiker